# Tuone Udaina
Tuone Udaina (d. 10 iunie 1898; Antonio Udina în italiană) a fost ultimul vorbitor al limbii dalmate. A reprezentat principala sursă de documentare pentru Matteo Bartoli care a studiat dalmata și dialectul ei din insula Veglia (astăzi, Krk, Croația). 
Dalmata nu era limba lui uzuală, ci o învățase ascultând discuțiile părinților săi. De asemenea, el nu mai utilizase această limbă de 20 de ani în momentul conversației cu Bartoli, era surd și știrb, și avea - din această cauză - dificultăți în pronunție.
În trecut lucrase ca bărbier și era numit Burbur („bărbier”, în dalmată) din această cauză.
A murit ucis de o bombă a unui anarhist la 10 iunie 1898, moment în care limba dalmată a dispărut. După alte surse, Tuone Udaina a murit în urma unei explozii accidentale în timpul construirii unui drum în insula Veglia și odată cu el s-a stins și limba dalmată.

## Ultimul locutor al vegliotei
Text în dialectul vegliot al limbii dalmate
„Yu yay foyt a skol day tšink yayn e dapú yu vay stat a skol tra yayn; yu yay studyút fenta i vapto yayn, yu yay studyút. E dapú el mi twota si o amalwòt e yu dzay dal su patrawn, monsin'awr véskovi. Dekaja el mi twota: « Yu non lo potaja lasúr a skol, perké ju non potaya kaminúr ple. Yu avás kwatri pire: ke-l dzay fure a menurle al dizmún e a la sar levurle a kworsa.”—M. Bartoli, Das Dalmatische, Viena, 1906
Traducere în limba română a textului vegliot
„Am fost la școală de la vârsta de cinci ani și apoi am rămas trei ani la școală. Am studiat până la opt ani, am studiat. Și apoi tatăl meu a căzut bolnav și a mers la patronul său, domnul episcop. Tatăl meu spuse: «Nu pot să-l las la școală pentru că nu mai pot să merg. Am patru oi: să meargă să le pască afară dimineața și să le mâne, seara, acasă.»”